# 三並夏
三並 夏（みなみ なつ、1990年 - ）は、日本の作家小説家。女性。静岡県出身。

## 経歴
2005年、「平成マシンガンズ」で第42回文藝賞を受賞。15歳での文藝賞受賞は、堀田あけみ、綿矢りさ、羽田圭介の17歳を塗り替えて史上最年少となった。
高校受験を控えているということを理由に、本名・生月日等、詳細なプロフィールは非公開（ただし、受賞会見や雑誌およびネットでのインタビューでは顔を出している）としてデビューした。ペンネームの「三並」は、尊敬する童話作家の新美南吉の「南」に由来する。

## 作品

### 単行本
- 『平成マシンガンズ』（河出書房新社 、2005年11月 / 河出文庫、2013年10月、表紙:大槻香奈）
  - 平成マシンガンズ（『文藝』2005年冬季号）
  - 穴（『文藝』2010年冬季号）文庫版収録

### 雑誌掲載
小説
- 嘘、本当、それ以外（『文藝』2010年春季号）
- 四つ目の椅子（『文藝』2010年夏季号）
- このときを待っていた（『文藝』2011年冬季号）
- あなたが必要（『文藝』2013年冬季号）

その他
- 三並夏×高橋源一郎 フィクションの発見 (文藝賞受賞特別対談)（『文藝』2006年春季号）
- 〈90年代生まれが起こす文学の地殻変動〉アンケート（『文藝』2020年冬季号）